# Рубанка (Винницкая область)
Рубанка (укр. Рубанка) — село на Украине, находится в Казатинском районе Винницкой области.
Код КОАТУУ — 0521487606. Население по переписи 2001 года составляет 141 человек. Почтовый индекс — 22153. Телефонный код — 4342.
Занимает площадь 1,56 км².

## Адрес местного совета
22153, Винницкая область, Казатинский р-н, с.Флориановка, ул.Йосипивська, 1